# Gugney-aux-Aulx
Gugney-aux-Aulx és un municipi francès, situat al departament dels Vosges i a la regió del Gran Est. L'any 2007 tenia 140 habitants.

## Demografia

### Població
El 2007 la població de fet de Gugney-aux-Aulx era de 140 persones. Hi havia 52 famílies, de les quals 12 eren unipersonals (8 homes vivint sols i 4 dones vivint soles), 20 parelles sense fills, 16 parelles amb fills i 4 famílies monoparentals amb fills.
La població ha evolucionat segons el següent gràfic:
Habitants censats

### Habitatges
El 2007 hi havia 60 habitatges, 53 eren l'habitatge principal de la família i 7 estaven desocupats. 57 eren cases i 3 eren apartaments. Dels 53 habitatges principals, 45 estaven ocupats pels seus propietaris i 8 estaven llogats i ocupats pels llogaters; 1 tenia una cambra, 2 en tenien dues, 8 en tenien tres, 4 en tenien quatre i 38 en tenien cinc o més. 42 habitatges disposaven pel capbaix d'una plaça de pàrquing. A 20 habitatges hi havia un automòbil i a 26 n'hi havia dos o més.

### Piràmide de població
La piràmide de població per edats i sexe el 2009 era:
| Homes | Edats   | Dones |
| ----- | ------- | ----- |
| 0     | 95 o +  | 0     |
| 0     | 90 a 94 | 4     |
| 0     | 85 a 89 | 0     |
| 0     | 80 a 84 | 0     |
| 4     | 75 a 79 | 0     |
| 4     | 70 a 74 | 0     |
| 4     | 65 a 69 | 12    |
| 4     | 60 a 64 | 4     |
| 4     | 55 a 59 | 4     |
| 4     | 50 a 54 | 8     |
| 0     | 45 a 49 | 0     |
| 0     | 40 a 44 | 0     |
| 8     | 35 a 39 | 8     |
| 8     | 30 a 34 | 4     |
| 8     | 25 a 29 | 8     |
| 4     | 20 a 24 | 0     |
| 0     | 15 a 19 | 0     |
| 4     | 10 a 14 | 4     |
| 4     | 5 a 9   | 0     |
| 4     | 0 a 4   | 12    |

## Economia
El 2007 la població en edat de treballar era de 65 persones, 52 eren actives i 13 eren inactives. De les 52 persones actives 50 estaven ocupades (28 homes i 22 dones) i 2 estaven aturades (1 home i 1 dona). De les 13 persones inactives 4 estaven jubilades, 4 estaven estudiant i 5 estaven classificades com a «altres inactius».

### Ingressos
El 2009 a Gugney-aux-Aulx hi havia 64 unitats fiscals que integraven 156 persones, la mediana anual d'ingressos fiscals per persona era de 15.516,5 €.

### Activitats econòmiques
Dels 4 establiments que hi havia el 2007, 1 era d'una empresa de fabricació d'altres productes industrials, 2 d'empreses de comerç i reparació d'automòbils i 1 d'una entitat de l'administració pública.
L'any 2000 a Gugney-aux-Aulx hi havia 7 explotacions agrícoles.

## Poblacions més properes
El següent diagrama mostra les poblacions més properes.